# Mimi Smith
Mimi Smith (Bells Hill, 18 maart 1941) is een Vlaamse presentatrice en freelance journaliste voor onder meer Het Laatste Nieuws, Flair, Marie-Claire en Knack Weekend. Daarnaast schreef ze verschillende boeken over gezond leven. 
Smith behaalde een licentiaatsdiploma in de pedagogie aan de Universiteit Gent. 
Smith werd bekend door haar optreden als panellid in de Wies Andersen Show in 1976-1977 op de toenmalige BRT. In de beginjaren van VTM had ze haar eigen praatprogramma Mimi dat hoge kijkcijfers haalde. In het programma stond wellness en gezondheid centraal. Op VTM presenteerde ze later het kookprogramma Lekker Thuis en het spelprogramma Wie van de drie?. Daarnaast was ze regelmatig te horen op Radio 2 met het programma De Zoete Inval en Radio 1 in De Tekstbaronnen.
In 1992 nam ze deel aan het televisieprogramma Klasgenoten. datzelfde jaar was ze meter van de Levenslijnactie die toen in het teken stond van de ziekte multiple sclerose. 
In 2004 nam ze deel aan het tweede seizoen van De Slimste Mens ter Wereld. Na twee deelnames moest ze de quiz verlaten. In 2007 was ze te gast in de veertiende aflevering van het eerste seizoen van 101 Vragen aan .... In 2012 nam ze deel aan de quiz De klas van Frieda.